# Ryfylke

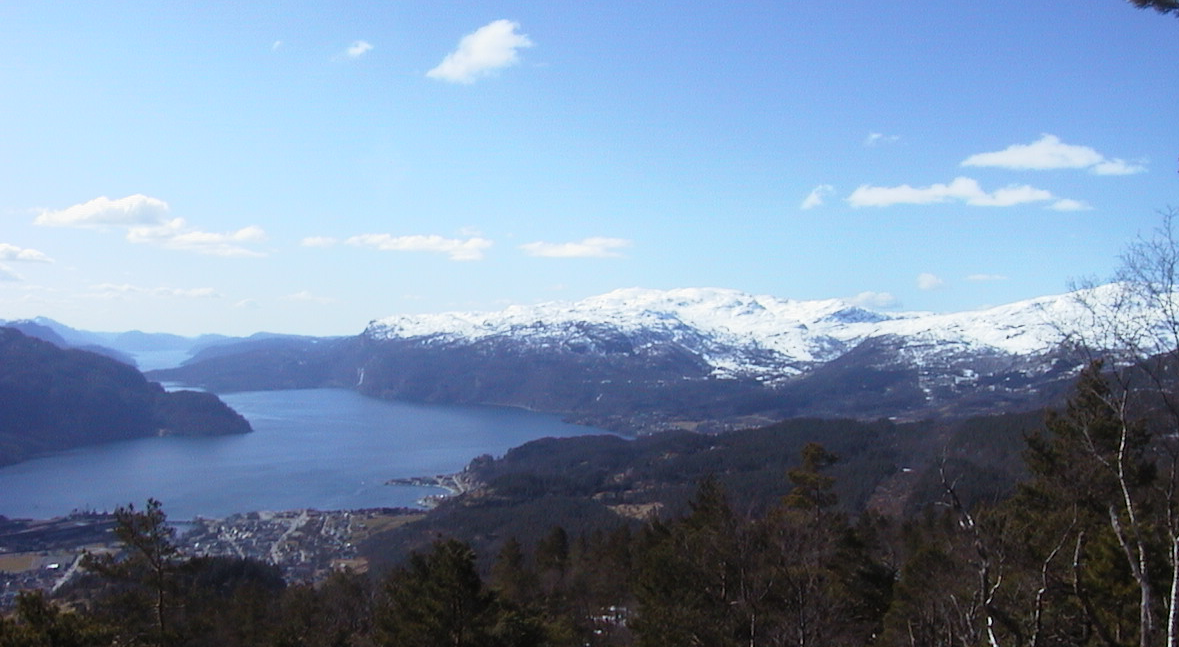
Saudafjorden norr om Ryfylke

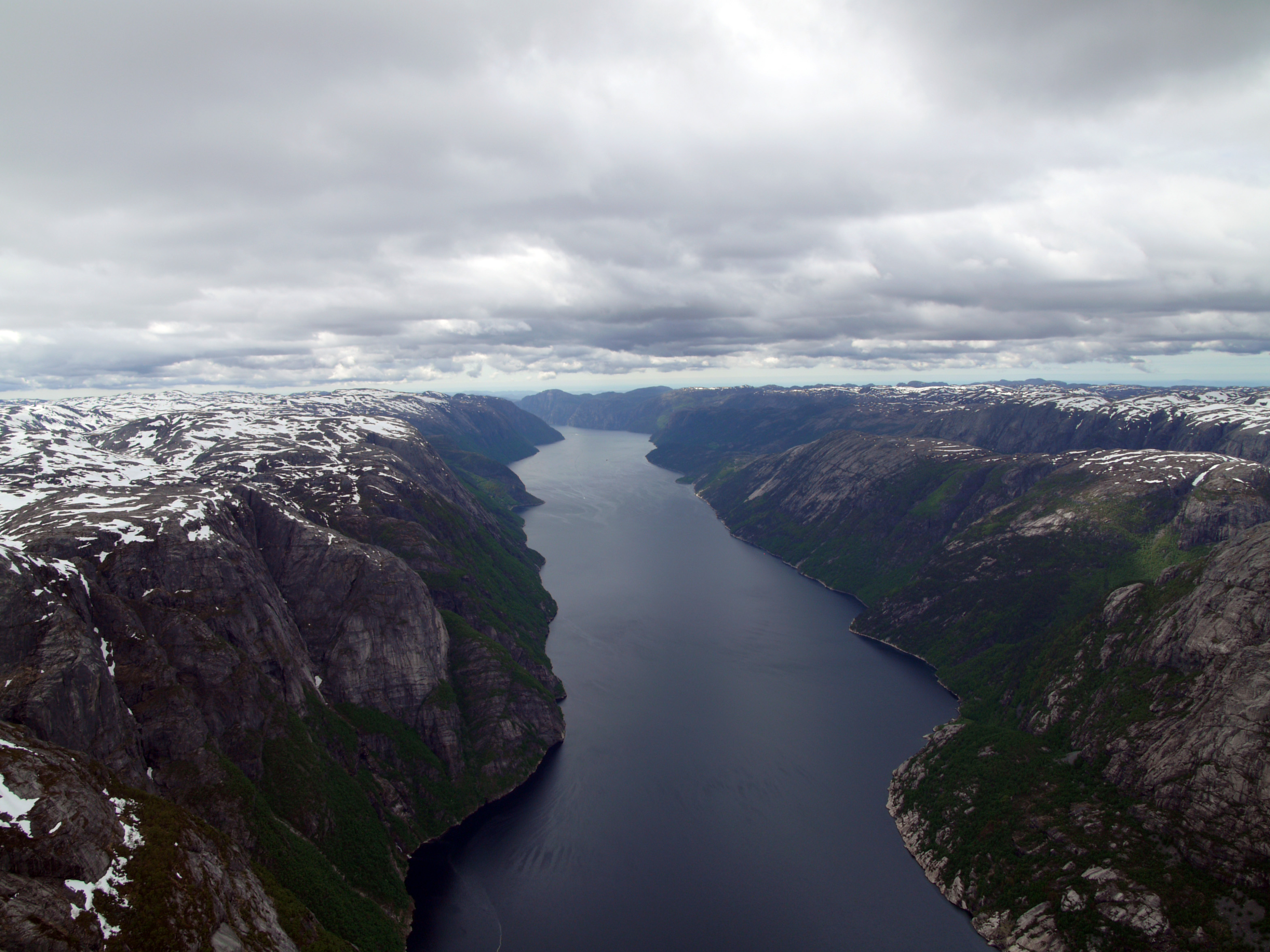
Lysefjorden i Forsand kommun är ett välbesökt turistmål.

Ryfylke är ett landskap i Rogaland fylke i sydvästra Norge, beläget norr och öster om staden Stavanger.
Ursprungligen var Ryfylke namnet på hela det nuvarande fylket, men efter medeltidens slut avsågs endast de norra och östra delarna, det vill säga det då inrättade Ryfylke fögderi. Detta fögderi motsvarade med dagens kommunindelning:
Kommunerna i distriktet Haugalandet norr om Boknafjorden (90.681 invånare 2011):
- Bokn
- Haugesund
- Karmøy
- Tysvær
- Utsira
- Vindafjord (i dess omfattning före 2006)

Ökommunerna i Boknafjorden (7.649 invånare 2011):
- Finnøy
- Kvitsøy
- Rennesøy

Fastlandskommunerna öster om Boknafjorden (23.912 invånare 2011):
- Forsand
- Hjelmeland
- Sauda
- Strand
- Suldal

Östliga delar av kommuner som i övrigt räknas till Jæren (1.855 invånare 2011):
- Gjesdal (Dirdal och Oltesvik)
- Sandnes (Høle socken)

När transporterna i modern tid har flyttats från sjön till landsvägarna, har kommunikationsmönstren ändrats så mycket i Ryfylke att det inte längre är en naturligt sammanhållen region. När man idag talar om Ryfylke avses oftast kommunerna i och öster om Boknafjorden. Haugalandet betraktas i stället som ett landskap för sig, och den sydöstligaste delen brukar räknas till Jæren, efter att ha knutits ditt genom ändrade kommungränser på 1960-talet. 
Ryfylke i sin moderna omfattning har inga städer i traditionell mening, men de största tätorterna, Jørpeland i sydöst och Sauda i nordöst kallas numera städer. Näringslivet präglas i merparten av distriktet av primärnäringar, framför allt odling av frukt och grönsaker, fårskötsel och mjölkproduktion. Jørpeland och Sauda är dock utpräglade industriorter. För södra delen av Ryfylke är utpendlingen till Stavanger omfattande.

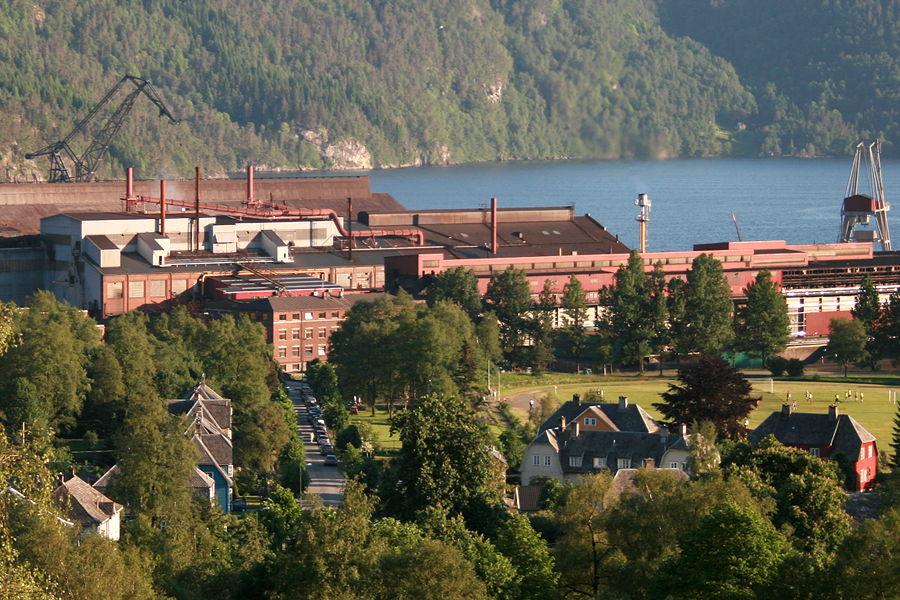
Sauda Smelteverk, ett av Europas största smältverk.
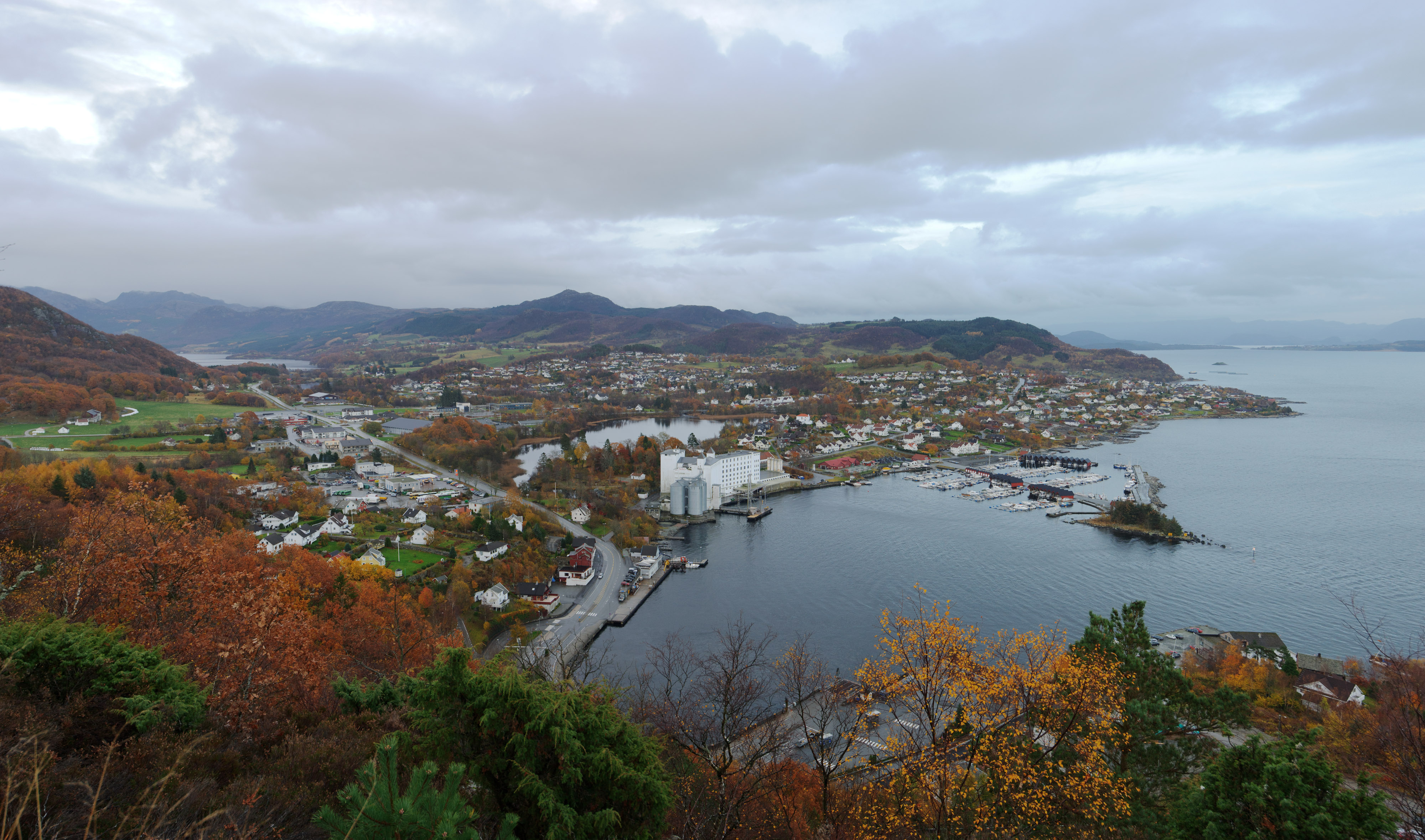
Tau i Strands kommun. Härifrån utgick tidigare den högt trafikerade färjeförbindelsen mellan Ryfylkes fastland och Stavanger.
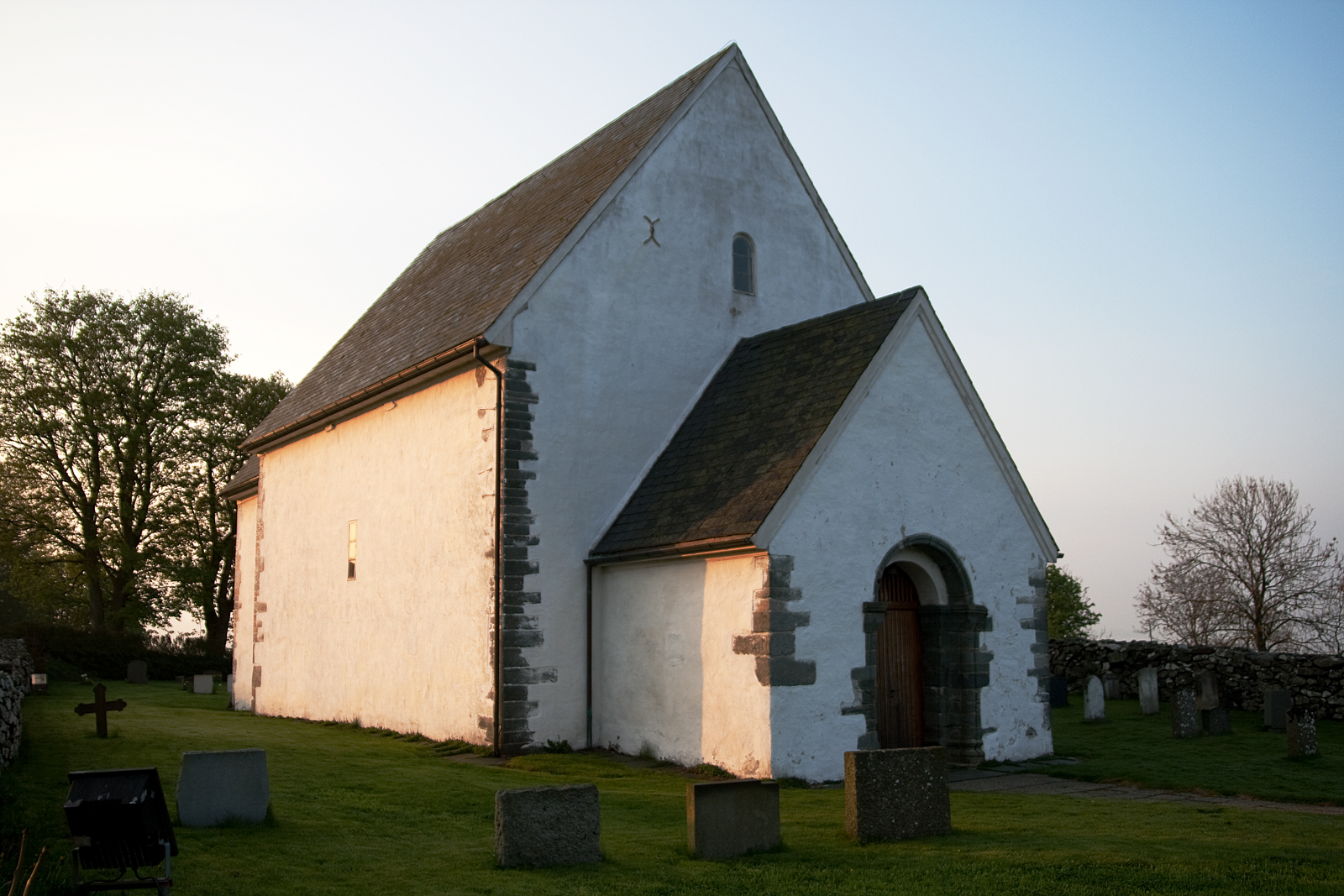
Talgje kyrka i Finnøy kommun, byggd omkring 1150, Ryfylkes äldsta bevarade kyrka.
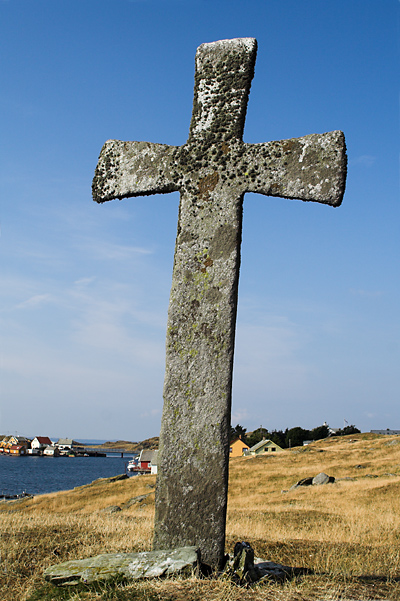
På Krossøy i Kvitsøy kommun, längst västerut i Ryfylke, står ett 3,9 meter högt stenkors som rests under Norges tidigaste kristna tid.